# Biskup Ostii
Biskup Ostii − (urząd kościelny) biskup jednej z tzw. siedmiu diecezji suburbikarnych (Diecezja Ostii).
W pierwszym tysiącleciu biskupi Ostii zajmowali pierwsze miejsce wśród biskupów rzymskiej prowincji kościelnej. Mieli prawo do noszenia paliusza, a do ich zadań należało udzielanie sakry biskupiej nowemu papieżowi. Od VIII wieku biskupi Ostii są zaliczani do grona kardynałów (tzw. kardynałów-biskupów). Od XVI wieku diecezja ta jest zwyczajowo przypisana do funkcji dziekana Kolegium Kardynałów, co zostało formalnie usankcjonowane przez papieży Piusa X w 1914 i Pawła VI w 1965. Od 1966 zarząd tą diecezją podlega Wikariatowi Rzymskiemu. Dziekan Kolegium Kardynalskiego jest jedynie jej biskupem tytularnym.
Od 1060 biskupi Ostii byli jednocześnie administratorami diecezji Velletri. Połączenie tych dwóch diecezji ostatecznie potwierdził papież Eugeniusz III, a około 1180 kardynałowie biskupi Ostii zaczęli używać podwójnego tytułu biskup Ostia e Velletri. Diecezje te ponownie rozdzielono w 1914.

## Kardynałowie-biskupi Ostii
- Syzyniusz (732)
- Teodor (743-745)
- Jerzy (753-798)
- Cezar (826)
- Megisto (853-861)
- Donat (866-875)
- Eugeniusz (877-879)
- Benignus (944)
- Sico (963-964)
- Leo (967-983)
- Azzo (996)
- Grzegorz (998-1006)
- Azzone (1009-1016)
- Piotr (1021-1036)
- Benedykt (1044)
- Jan (1050-ca.1057)
- Pietro Damiani (1057-1072)
- Gerhard (1072-1077)
- Odon de Lagery (1080-1088)
- Giovanni (obediencja wibertyńska 1084–1098)
- Odon de Chatillon (1095-1102)
- Leone (ok. 1103-1115)
- Lamberto (1116-1124)
- Giovanni z Camaldoli (1126-1134)
- Drogon de Champagne (1136-1137)
- Alberic de Beauvais (1138-1148)
- Guido de Summa(1149-1151)
- Hugo (1151-1158)
- Ubaldo de Lucca (1158-1181)
- Thibaud de Vermandois (1184-1188)
- Ottaviano di Paoli (1189-1206)
- Ugolino dei Conti di Segni (1206-1227)
- Rinaldo Conti di Segni (elekt 1231-1235, biskup 1235-1254), administrator 1254-61 (jako Papież Aleksander IV)
  - Hughes de Saint-Cher (elekt 1261-1262)
- Enrico Segusio (1262-1271)
- Pierre de Tarentaise (1273-1276)
- Latino Malabranca Orsini (1278-1294)
- Hughes Aycelin de Billom (1294-1297)
  - Leonardo Patrasso, administrator apostolski (1298-1299)
- Niccolò Boccasini (1300-1303)
- Niccolò Alberti (1303-1321)
- Regnaud de la Porte (1321-1324)
  - Pandolfo Savelli, administrator apostolski (1325-1327)
- Bertrand du Pouget (elekt 1327-1328, biskup 1328-1352)
- Giacomo Alberti (obediencja antypapieża Mikołaja V, 1328-1330)
- Etienne Aubert (1352)
- Pierre Bertrand du Colombier (1353-1361)
- Andouin Aubert (1361-1363)
- Elie de Saint Yrieux (1363-1367)
- Guillaume de la Sudrie (1367-1373)
- Pierre d’Estaing (1373-1377)
- Bertrand Lagier (1378, obediencja awiniońska 1378-1392)
- Philippe d’Alençon (1387-1397)
- Jean de Neufchatel (obediencja awiniońska 1392-1398)
- Angelo Acciaioli (1405-1408)
- Jean de Brogny (obediencja awiniońska 1405-08 i pizańska 1409-15, 1415-1426)
- Julián Lobera y Valtierra (obediencja awiniońska, 1429)
- Antonio Correr (1431-1445)
- Juan Cervantes (1447-1453)
- Giorgio Fieschi (1455-1461)
- Guillaume d’Estouteville (1461-1483)
- Giuliano della Rovere (1483-1503)
- Oliviero Carafa (1503-1511)
- Raffaele Sansoni Riario (1511-1521)
- Bernardino Lopez de Carvajal (1521-1523)
- Francesco Soderini (1523-1524)
- Niccolò Fieschi (1524)
- Alessandro Farnese (1524-1534)
- Giovanni Piccolomini (1535-1537)
- Giovanni Domenico de Cupis (1537-1553)
- Gian Pietro Carafa (1553-1555)
- Jean du Bellay (1555-1560)
- François de Tournon (1560-1562)
- Rodolfo Pio di Carpi (1562-1564)
- Francesco Pisani (1564-1570)
- Giovanni Girolamo Morone (1570-1580)
- Alessandro Farnese (1580-1589)
- Giovanni Antonio Serbelloni (1589-1591)
- Alfonso Gesualdo (1591-1603)
- Tolomeo Gallio (1603-1607)
- Domenico Pinelli (1607-1611)
- François de Joyeuse (1611-1615)
- Antonio Maria Galli (1615-1620)
- Antonio Maria Sauli (1620-1623)
- Francesco Maria Bourbon del Monte (1623-1626)
- Ottavio Bandini (1626-1629)
- Giovanni Battista Deti (1629-1630)
- Domenico Ginnasi (1630-1639)
- Carlo Emmanuele Pio (1639-1641)
- Marcello Lante della Rovere (1641-1652)
- Giulio Roma (1652)
- Carlo de’ Medici (1652-1666)
- Francesco Barberini (1666-1679)
- Cesare Facchinetti (1680-1683)
- Niccolò Albergati-Ludovisi (1683-1687)
- Alderano Cibo (1687-1700)
- Emmanuel Théodose de la Tour d’Auvergne de Bouillon (1700-1715)
- Nicolò Acciaioli (1715-1719)
- Fulvio Astalli (1719-1721)
- Sebastiano Antonio Tanara (1721-1724)
- Francesco del Giudice (1724-1725)
- Fabrizio Paolucci (1725-1726)
- Francesco Barberini (1726-1738)
- Pietro Ottoboni (1738-1740)
- Tommaso Ruffo (1740-1753)
- Pietro Luigi Carafa (1753-1755)
- Raniero d’Elci (1756-1761)
- Giuseppe Spinelli (1761-1763)
- Carlo Alberto Guidoboni Cavalchini (1763-1774)
- Fabrizio Serbelloni (1774-1775)
- Giovanni Francesco Albani (1775-1803)
- Henry Benedict Stuart (1803-1807)
- Leonardo Antonelli (1807-1811)
- Alessandro Mattei (1814-1820)
- Giulio Maria della Somaglia (1820-1830)
- Bartolomeo Pacca (1830-1844)
- Lodovico Micara (1844-1847)
- Vincenzo Macchi (1847-1860)
- Mario Mattei (1860-1870)
- Costantino Patrizi Naro (1870-1876)
- Luigi Amat di San Filippo e Sorso (1877-1878)
- Camillo di Pietro (1878-1884)
- Carlo Sacconi (1884-1889)
- Raffaele Monaco La Valletta (1889-1896)
- Luigi Oreglia di Santo Stefano (1896-1913)

1914 − rozdzielenie diecezji Velletri od Ostii
- Serafino Vannutelli (1914-1915)
- Vincenzo Vannutelli (1915-1930)
- Gennaro Granito Pignatelli di Belmonte (1930-1948)
- Francesco Marchetti Selvaggiani (1948-1951)
- Eugène Tisserant (1951-1972)

1966 − na mocy decyzji Pawła VI kardynał biskup Ostii staje się jedynie tytularnym biskupem tej diecezji, podczas gdy rzeczywista jurysdykcja przechodzi w ręce Wikariatu Rzymskiego
- Amleto Giovanni Cicognani (1972-1973)
- Luigi Traglia (1974-1977)
- Carlo Confalonieri (1977-1986)
- Agnelo Rossi (1986-1993)
- Bernardin Gantin (1993-2002)
- Joseph Ratzinger (2002-2005)
- Angelo Sodano (2005-2019)
- Giovanni Battista Re (od 2020)